# Hans Joachim Faller
Hans Joachim Faller (* 17. Mai 1915 in Staufen im Breisgau; † 9. September 2006 in Karlsruhe) war von 1971 bis 1983 Richter des Bundesverfassungsgerichts.

## Leben
Hans Joachim Faller besuchte das humanistische Gymnasium in Offenburg und studierte anschließend Rechtswissenschaften an der Ludwig-Maximilians-Universität München und der Albert-Ludwigs-Universität in Freiburg im Breisgau. In München wurde er 1934 Mitglied der katholischen Studentenverbindung KDStV Aenania München im CV. 1938 folgte die erste juristische Staatsprüfung und Promotion. Danach Wehr- und Kriegsdienst, 1947 die zweite juristische Staatsprüfung.
Seine juristische Laufbahn begann Faller 1948 als Gerichtsassessor in Offenburg. Später war er sowohl als Richter, als auch als Beamter im Badischen Ministerium der Justiz und im Bundesjustizministerium tätig. 1953 führte in sein Weg zunächst an das Bundesverfassungsgericht (BVerfG), im Range eines Regierungsdirektor als Präsidialrat des Ersten Senates. Im Jahr 1959 wurde Faller zum Richter am Bundesgerichtshof (BGH) ernannt.
1971 wurde Hans Joachim Faller vom Bundesrat zum Mitglied des Ersten Senats des Bundesverfassungsgerichts gewählt; er trat sein Amt als Nachfolger des Richters Erwin Stein am 8. Dezember 1971 an. Faller hat mit seinem Wirken die Rechtsprechung zum Schul- und Hochschulwesen maßgeblich geprägt und durch seine zahlreichen Publikationen wesentlich dazu beigetragen, die BVerfG-Entscheidungen einer breiten Öffentlichkeit zugänglich zu machen. Am 19. Juli 1983 trat er in den Ruhestand. Sein Nachfolger wurde der spätere Vizepräsident des Bundesverfassungsgerichts Johann Friedrich Henschel.
1976 wurde Faller zum Honorarprofessor an der Universität Mannheim ernannt. 1983 wurde er mit dem Großen Verdienstkreuz mit Stern und Schulterband des Verdienstordens der Bundesrepublik Deutschland ausgezeichnet.
Faller engagierte sich nach seinem Ausscheiden als Richter des Bundesverfassungsgerichts bei der Karlsruher „Residenz des Rechts“ und publizierte zahlreiche rechtswissenschaftliche Aufsätze.